# 1921 au cinéma
| Années du cinéma : 1918 - 1919 - 1920 - 1921 - 1922 - 1923 - 1924    |
| Décennies du cinéma : 1890 - 1900 - 1910 - 1920 - 1930 - 1940 - 1950 |

Cet article présente les faits marquants de l'année 1921 au cinéma.

## Événements
- 6 mai : Louis Delluc lance sa revue critique Cinéa.
- 31 mars : création au Brésil de la revue de cinéma A Scena Muda

## Principaux films de l'année
- Janvier : Pages arrachées au livre de Satan, film de Carl Theodor Dreyer.
- 5 février : Le Kid de Charles Chaplin avec Jackie Coogan.
- 10 avril : Le Pirate, film américain de George D. Baker.
- 14 avril : Lady Godiva, film allemand de Hubert Moest.
- 17 septembre : L'As de cœur (The Ace of Hearts), film américain de Wallace Worsley
- 25 septembre : Charlot et le Masque de fer, film américain de Charlie Chaplin.
- Octobre : La congiura dei Fieschi, film d'Ugo Falena.
- 14 octobre : Théodora, film de Leopoldo Carlucci.
- 20 novembre : Le Cheik, avec en vedette le latin lover Rudolph Valentino.

Également :
- L'Atlantide, film français de Jacques Feyder d'après le roman de Pierre Benoit.
- Les Deux Orphelines, film américain de David Wark Griffith avec Lillian Gish.
- Fièvre, film français de Louis Delluc
- Les Trois Lumières, film de Fritz Lang
- Les Quatre Cavaliers de l'apocalypse avec Rudolph Valentino.
- La Charrette fantôme, film suédois de Victor Sjöström.

## Naissances
- 31 janvier : John Agar, acteur américain († 7 avril 2002).
- 21 mars : Simone Signoret, actrice française († 30 septembre 1985).
- 28 mars : Dirk Bogarde, acteur britannique († 8 mai 1999).
- 16 avril : Peter Ustinov, acteur britannique († 28 mars 2004).
- 18 avril : Jean Richard, comédien et homme de cirque français († 12 décembre 2001).
- 2 mai : Satyajit Ray, cinéaste indien († 23 avril 1992).
- 19 mai : Daniel Gélin, comédien français († 29 novembre 2002).
- 31 mai : Alida Valli, actrice italienne († 22 avril 2006).
- 15 juin : Heinz Bennent, acteur allemand. († 12 octobre 2011)
- 20 juillet : Francis Blanche, acteur et réalisateur français († 6 juillet 1974).
- 31 juillet : Lioubov Sokolova, actrice soviétique († 6 juillet 2001).
- 10 août : Yuki Shimoda, acteur américain († 21 mai 1981).
- 11 août : Henri Viard, écrivain et scénariste français († 11 mars 1989).
- 13 octobre : Yves Montand, acteur et chanteur français († 9 novembre 1991).
- 27 octobre : Benito Alazraki, réalisateur et producteur mexicain († 6 juin 2007).